# Му Сули (писательница)
Му Сули (кит. 木苏里) — псевдоним китайской писательницы, чьи работы публикуются на китайской литературной онлайн-платформе «Цзиньцзян». Му Сули пишет в жанре даньмэй и других жанрах. В 2024 году вышел сериал «The On1y One», основанный на одноимённом романе писательницы.

## Награды автора
- 2020 год — 28 место в рейтинге наиболее значимых онлайн-писательниц Китая[источник?].
- 2020 год — рассказ «Panguan» выиграл награду ежегодного Jinjiang Literature City Pure Love.[2]
- 2019 год — рассказ «Глобальный вступительный экзамен в университет» выиграл награду ежегодного Jinjiang Literature City Pure Love.[2]
- 2018 год — рассказ «Первоклассный адвокат» выиграл награду ежегодного Jinjiang Literature City Pure Love.[2]

## Работы автора
- Единственный / A Certain Someone
- Черное небо / Nights
- Медные монеты даруют миру покой / Copper Coins
- Глобальный вступительный экзамен в университет / Global University Entrance Examination
- Паньгуань / Panguan
- Первоклассный адвокат / First-Class Lawyer
- Три века без бессмертных / Unseen Immortal of Three Hundred Years

## Творчество Му Сули
- Писательница работает с широким кругом жанров: романтикой, зарисовками о школьной жизни, научной фантастикой, фэнтези, хоррорами и многим другим. Она берется за современные, исторические и фантастические сеттинги.
- В текстах Му Сули отражается воображение и авторская интонация.
- У всех историй хороший конец.